# Interazione gravitazionale dell'antimateria
L'interazione gravitazionale dell'antimateria è un argomento di fisica speculativo, non essendo ancora stata verificata sperimentalmente in modo conclusivo.
La grande maggioranza dei fisici concorda sul fatto che l'antimateria dovrebbe interagire gravitazionalmente in modo attrattivo nei riguardi di sé stessa e della materia con la stessa intensità e c'è una forte attenzione degli studiosi per osservazioni che confermino tale convinzione.
La rarità dell'antimateria e la tendenza all’annichilazione quando viene a contatto con la materia rende il suo studio un compito tecnicamente impegnativo. La maggior parte dei metodi per la creazione dell'antimateria (specificamente l'anti-idrogeno) deriva dagli atomi ad alta energia inutilizzabili per lo studio relativo alla gravità.  I consorzi ATHENA e ATRAP hanno creato con successo l'anti-idrogeno a bassa energia, ma le osservazioni sono state finora metodicamente limitate agli eventi di annichilazione, che forniscono pochissimi dati gravitazionali.

## Tre teorie
Il teorema CPT afferma che fra le particelle di antimateria dovrebbe esservi la stessa attrazione gravitazionale esistente fra quelle di materia. Ci sono invece diverse teorie su come l'antimateria interagisce gravitazionalmente con la materia:
- Gravità normale: la teoria standard afferma che antimateria e materia dovrebbero interagire secondo le normale leggi conosciute della gravitazione.
- Antigravità: afferma che l'antimateria possa invece essere repulsiva nei riguardi della materia con lo stesso ordine di grandezza della gravità attrattiva.[1]
- Gravivettore e graviscalare: le difficoltà nel creare teorie sulla gravità quantistica hanno condotto all'idea che l'antimateria possa interagire con la materia con ordine di grandezza leggermente diverso.[2]

## Esperimenti

### Supernova 1987A
Molti scienziati valutano come migliori prove sperimentali a favore della gravità normale quelle che provengono dalle osservazioni effettuate sui neutrini provenienti dalla Supernova 1987A. In questo esperimento basilare, tre rivelatori di neutrini in tutto il mondo hanno contemporaneamente osservato una cascata di neutrini provenienti da una supernova della Grande Nube di Magellano. Sebbene la supernova si verificasse a circa 164.000 anni luce distante, sia i neutrini e che gli antineutrini potevano essere rilevati quasi simultaneamente. Se entrambi fossero stati effettivamente osservati, allora eventuali differenze nell'interazione gravitazionale avrebbero dovuto essere molto piccole. Tuttavia, i rivelatori di neutrini non riuscirono a distinguere perfettamente tra neutrini e antineutrini. Alcuni fisici prudenzialmente stimano che vi è meno del 10% di possibilità che i neutrini non regolari siano stati del tutto osservati. Altri valutano le probabilità ancora più bassa, alcuni di solo l'1%. Purtroppo, questa precisione è improbabile che possa essere migliorata duplicando l'esperimento abbastanza presto. L'ultima supernova conosciuta che si verificò a così breve distanza fu intorno al 1867.

### Esperimenti di Fairbank
Il fisico William Fairbank ha tentato un esperimento di laboratorio per misurare direttamente l'accelerazione gravitazionale sia degli elettroni che dei positroni. Tuttavia, il loro rapporto carica-massa è così grande che gli effetti elettromagnetici stravolgono l'esperimento.
È difficile osservare direttamente le forze gravitazionali a livello di particella. A queste piccole distanze, le forze elettriche tendono a sopraffare l'interazione gravitazionale molto più debole. Inoltre, le antiparticelle devono essere tenute separate dalle loro equivalenti normali poiché in caso contrario rapidamente annichilirebbero. Peggio ancora, i metodi di produzione di antimateria in genere danno risultati molto energetici inadatti per le osservazioni. Comprensibilmente, questo ha reso difficile misurare direttamente la reazione gravitazionale dell'antimateria.

### Esperimenti sull'idrogeno neutro freddo
In anni recenti, la produzione di anti-idrogeno freddo è diventata possibile grazie agli esperimenti ATHENA e ATRAP al CERN. L'anti-idrogeno, che è elettricamente neutro, dovrebbe permettere di misurare direttamente l'attrazione gravitazionale delle particelle di antimateria da parte della materia terrestre.

## Dibattito sulla gravità dell'antimateria
Quando l'antimateria fu scoperta nel 1932, i fisici si chiedevano come avrebbe reagito alla gravità. Una prima analisi si veniva a focalizzare sulla questione se l'antimateria reagisse allo stesso modo della materia o in senso opposto. I vari problemi teorici che sorgevano convinsero i fisici che l'antimateria avrebbe reagito esattamente come la materia ordinaria, deducendo così che una repulsione gravitazionale tra materia e antimateria non sarebbe stata plausibile in quanto avrebbe violato l'invarianza CPT, la conservazione dell'energia, provocando l'instabilità nel vuoto e la violazione CP. Venne anche teorizzato che sarebbe stata incoerente con i risultati del test di Eötvös riguardo al principio di equivalenza debole. Molte di queste prime obiezioni teoriche furono successivamente rovesciate.

### Ipotesi di Morrison
Nel 1958, Philip Morrison sosteneva che l'antigravità avrebbe violato la legge sulla conservazione dell'energia. Se materia e antimateria rispondevano in modo opposto a un campo gravitazionale, allora non ci vorrebbe nessuna energia per modificare l'altezza di una coppia particella-antiparticella. Tuttavia, quando ci si muove attraverso un potenziale gravitazionale, la frequenza e l'energia della luce vengono spostate. Morrison sosteneva che l'energia sarebbe stata creata tramite la produzione di materia e antimateria ad una altezza e annichilendola più in alto, dal momento che i fotoni utilizzati per la produzione avrebbero meno energia dei fotoni prodotti dall'annichilazione. Tuttavia, più tardi si scoprì che l'antigravità non violava la prima legge della termodinamica.

### Il principio dell'equivalenza
Se si può inventare una teoria in cui materia e antimateria si respingono l'un l'altra, che cosa si prevede per le cose che non sono né materia né antimateria? I fotoni sono le loro stesse antiparticelle, e sotto tutti gli aspetti si comportano esattamente in modo simmetrico rispetto alle particelle di materia e di antimateria. In un gran numero di test di laboratorio e astronomici, (come per lo spostamento verso il rosso gravitazionale e le lenti gravitazionali) si osservano i fotoni attratti dalla materia, esattamente in accordo con la teoria della relatività generale. È possibile trovare atomi e nuclei il cui contenuto di particelle elementari è lo stesso, ma le cui masse sono diverse. Per esempio, 1 atomo di elio pesa meno di 2 atomi di deuterio a causa della differente energia che li lega. Si osserva che la costante della forza gravitazionale è la stessa, fino ai limiti della precisione sperimentale, per tutti questi diversi materiali, suggerendo che l'"energia di legame" — la quale, come per il fotone, non fa distinzione tra materia e antimateria — sperimenta la stessa forza gravitazionale della materia. Questo concorda di nuovo con la teoria della relatività generale e difficilmente si riconcilia con qualsiasi teoria che prevede che materia e antimateria si respingono.

### Ipotesi di Schiff
Più tardi nel 1958, L. Schiff sfruttava la teoria quantistica dei campi per sostenere che l'antigravità sarebbe incoerente con i risultati dell'esperimento Eötvös. Tuttavia, la tecnica di rinormalizzazione utilizzata per l'analisi di Schiff è stata fortemente criticata e il suo lavoro è visto come inconcludente.

### Ipotesi di Good
Nel 1961, Myron Good sosteneva che l'antigravità avrebbe comportato l'osservazione di una inaccettabile elevata quantità di violazione CP nella rigenerazione anomala di kaoni. Al momento, la violazione CP non era ancora stata osservata. Tuttavia, l'ipotesi di Good viene criticata per essere stata espressa in termini di potenziali assoluti. Con la riformulazione dell'argomento in termini di potenziali relativi, Gabriel Chardin trovò che esso si risolveva in una quantità di rigenerazione di Kaoni in accordo con l'osservazione. Good sostiene che l'antigravità è in realtà una spiegazione potenziale della violazione CP.

### La disputa su E = mc²
In un certo senso questo è l'argomento più semplice e potente. I fisici osservano di routine che l'energia ordinaria come un fotone gamma adeguato può essere convertito in un elettrone e in un anti-elettrone, secondo la famosa equazione di Einstein ("produzione di coppia"). Essi hanno inoltre osservato che esattamente metà dell'energia ordinaria del fotone appare come l'elettrone, e, a causa della legge di conservazione dell'energia, l'altra metà dell'energia ordinaria del fotone deve diventare quella dell'anti-elettrone. Osservazioni analoghe valgono per tutte le altre particelle dell'antimateria. Questo significa che tutte le particelle di anti-materia devono essere costituite di energia ordinaria, implicando fortemente che la loro interazione gravitazionale debba essere proprio come quella delle particelle della materia ordinaria. È remotamente possibile che qualche altro aspetto delle anti-particelle, oltre al fatto di essere costituite di energia ordinaria, possa causare un loro comportamento diverso in un campo gravitazionale ordinario, ma ci sono pochissimi candidati per quello che potrebbe essere quest'altro aspetto delle anti-particelle.

## Motivazioni per l'antigravità
I fautori dell'antigravità dell'antimateria sostengono che essa, oltre alla violazione CP, potrebbe spiegare alcune questioni importanti della fisica, in particolare due paradossi cosmologici.
Il primo è l'apparente mancanza di antimateria locale: in teoria antimateria e materia si respingerebbero l'un l'altra gravitazionalmente, formando galassie separate ed evitando perciò qualsiasi contatto e la conseguente annichilazione.
Questa stessa repulsione galattica è anche sostenuta come una potenziale spiegazione per un universo in espansione accelerata. Se la gravità è sempre attrattiva, ci si potrebbe aspettare che l'espansione dell'universo rallenti e alla fine si contragga in un big crunch. Utilizzando le osservazioni dello spostamento verso il rosso, gli astronomi e i fisici stimano invece che l'universo ha una velocità di espansione in accelerazione a un tasso grosso modo costante. Diverse teorie sono state proposte per spiegare questa osservazione nel contesto di una gravità sempre attrattiva. I sostenitori dell'antigravità sostengono che, se reciprocamente repulsive, quantità uguali di materia e antimateria potrebbero spiegare il fenomeno.